# Pirata tenuitarsis
Pirata tenuitarsis este o specie de păianjeni din genul Pirata, familia Lycosidae, descrisă de Simon, 1876. Conform Catalogue of Life specia Pirata tenuitarsis nu are subspecii cunoscute.